# 우염
우염(于恬, ? ~ ?)은 전한 말기 ~ 신나라의 제후로, 동해군 담현(郯縣) 사람이다. 승상 우정국의 손자로, 아버지 우영은 어사대부를 지냈다. 아버지는 바른 행실로 명성이 있었으나 자신은 행실이 좋지 않았다.

## 행적
홍가 원년(기원전 20년), 우영의 뒤를 이어 서평후(西平侯)에 봉해졌다. 작위는 신나라 때에도 이어졌으나, 신나라 멸망 후 경시 원년(23년)에 후사가 끊겼다.

## 출전
- 반고, 《한서》
  - 권18 외척은택후표
  - 권71 준소우설평팽전

| 선대 아버지 서평경후 우영 | 전한 ~ 신의 서평후 기원전 20년 ~ 기원후 23년 | 후대 (신 멸망) |